# Cabo Inhaca
El cabo Inhaca (en portugués: cabo da Inhaca) es el extremo septentrional de la isla de la Inhaca, ubicada en la bahía de Maputo, en Mozambique. El cabo marca el límite sudeste de la entrada a la bahía de Maputo, en tanto que la punta de Macaneta señala el límite noroeste de la entrada a dicha bahía.

## Geología
La costa del cabo, está formada por una playa de arena con una amplia zona intermareal. La acción de las mareas, depositó sedimentos que formaron extensos bancos de arena entre el cabo Inhaca y la isla de los Portugueses. Parte de estos bancos, afloran a la superficie durante las mareas bajas.
Las playas de la costa oriental de la isla, entre el cabo Inhaca y punta Torres, se encuentran en un área protegida y son administradas por la Estación de Biología Marina de Inhaca.

## Navegación
Numerosos bancos de arena y piedras se encuentran al norte del cabo, lo que representa un peligro para los buques que se dirigen al puerto de Maputo. Por este motivo, se encuentran señalizados dos canales de entrada a la bahía: el canal norte (en portugués: canal do Norte) y el canal sur (en portugués: canal do Sul).
Próximo al cabo, tierra adentro, se encuentra el monte Inhaca, el punto más elevado de la isla de la Inhaca, en cuya cima se construyó el faro de Inhaca, que sirve como ayuda a los navegantes que ingresan a la bahía.